# Перейра, Гильермо Ариэль
Гильермо Ариэль Перейра (исп. Guillermo Ariel Pereyra; род. 20 февраля 1980, Рио-Куарто, Кордова) — аргентинский футболист, выступавший на позиции центрального полузащитника.

## Биография
Перейра — воспитанник Академии клуба «Ривер Плейт», в котором он начал профессиональную карьеру. В составе «миллионеров» он четырежды становился чемпионом Аргентины.
С 2004 года выступал за испанскую «Мальорку». Чтобы не попадать под лимит легионеров не из стран ЕС, Перейра принял итальянское гражданство.
В московский «Локомотив» он пришёл в последний день дозаявочной компании, 14 марта 2008 года, когда сорвался переход из «Сантоса» из-за проблем со здоровьем полузащитника Родриго Соуто. За переход Перейры «Локомотив» заплатил «Мальорке» 3 миллиона евро. Однако у Ариэля было множество проблем со здоровьем и закрепиться в команде он не сумел.
В феврале 2009 года перешёл в швейцарский клуб «Янг Бойз», первый матч в составе которого провёл 4 марта в Кубке Швейцарии.
Последним клубом в карьере Перейры стал «Сан-Лоренсо де Альмагро», где он выступал в сезоне 2010/11.

## Семья
Брат, Федерико Перейра, также профессиональный футболист.

## Достижения
- Чемпион Аргентины (4): 1999 (Апертура), 2000 (Клаусура), 2002 (К), 2003 (К)